# Fango rosso

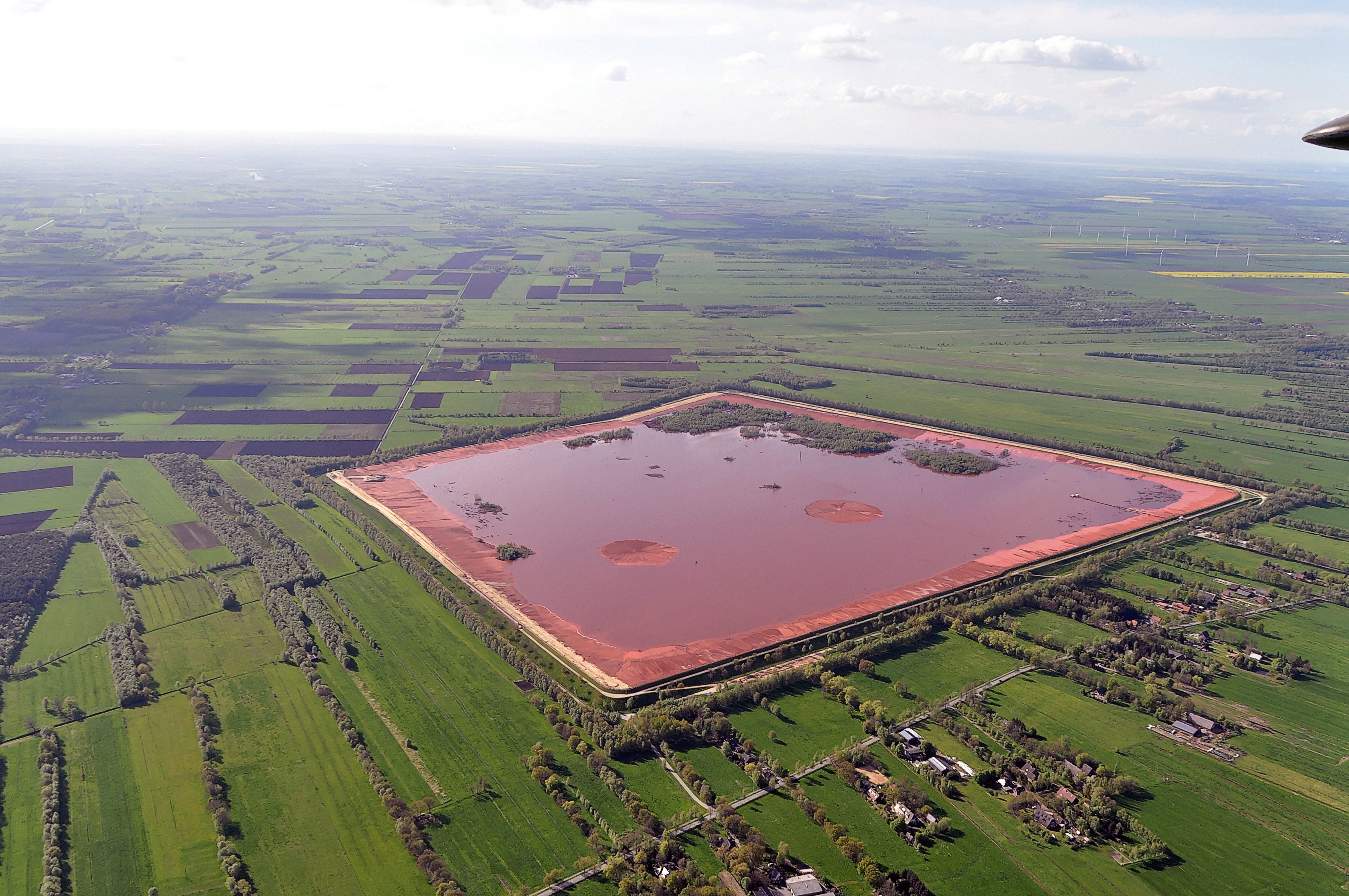
Fango rosso vicino a Stade (Germania)

Il fango rosso è un rifiuto generato dalla produzione industriale dell'alluminio. Con una produzione annua di circa 77 milioni di tonnellate di questo materiale pericoloso, lo smaltimento del fango rosso è uno dei problemi ambientali più importanti dell'industria mineraria.

## Produzione e composizione
Il fango rosso è un sottoprodotto del processo Bayer, il processo primario per la raffinazione della bauxite al fine di ottenere allumina. L'allumina risultante è la materia prima per la produzione dell'alluminio con il processo Hall-Héroult.
Un tipico impianto di lavorazione della bauxite genera fango rosso in rapporto da uno a due rispetto all'allumina prodotta. Questo rapporto dipende dal tipo di bauxite processata e dalle condizioni di estrazione.
Il fango rosso è costituito da una miscela di solidi e di ossidi metallici. Il colore rosso è dovuto agli ossidi di ferro, che possono raggiungere il 60% in peso del fango rosso. Il fango è estremamente basico, con un pH che può variare da 10 a 13.
Oltre al ferro, altri componenti principali sono la silice, residui di allumina non estratta e biossido di titanio.

## Impieghi
Il fango rosso non può essere facilmente smaltito. Nella maggior parte dei paesi dove lo si produce, è pompato in bacini di decantazione e accumulo. Il fango rosso costituisce un problema poiché consuma territorio, che non può essere edificato o coltivato neanche quando il fango è secco. Essiccare il fango con impianti richiede molta energia a causa del calore latente di evaporazione dell'acqua.
Sono in corso ricerche per individuare utilizzi del fango rosso. Circa 2-3 milioni di tonnellate all'anno sono utilizzate per la produzione di cemento, la costruzione di strade e come fonte di ferro. Tra le potenziali applicazioni vi è la produzione di calcestruzzo a basso costo.
La società Vedanta Aluminium Ltd ha commissionato un'unità di produzione di polvere da fango rosso presso la raffineria di Lanjigarh, nello stato di Orissa in India, descrivendola come la prima di questo genere nell'industria dell'allumina ad affrontare questi importanti rischi ambientali.

## Rischi ambientali
Lo scarico di fango rosso dal punto di vista ambientale è rischioso a causa della sua alcalinità.
Nell'ottobre 2010, da un impianto per la produzione di alluminio ubicato nei pressi di Kolontár, in Ungheria, fu accidentalmente scaricato nell'ambiente circostante circa un milione di metri cubi di fango rosso: l'Incidente della fabbrica di alluminio di Ajka uccise dieci persone e contaminò una vasta area. Ogni forma di vita nel fiume Marcal fu annientata dal fango rosso e in alcuni giorni il fango raggiunse il Danubio.